# Salcia Tudor
Salcia Tudor là một xã thuộc hạt Brăila, România. Dân số thời điểm năm 2002 là 3062 người.